# Bruchomyia fusca
Bruchomyia fusca är en tvåvingeart som beskrevs av Barretto 1950. Bruchomyia fusca ingår i släktet Bruchomyia och familjen fjärilsmyggor. Inga underarter finns listade i Catalogue of Life.